# بيل أنطون
بيل أنطون (بالإنجليزية: Bill Anton)‏ هو لاعب كرة قدم نيوزلندي، ولد في 1901 في نيوزيلندا، وتوفي في 1967. شارك مع منتخب نيوزيلندا لكرة القدم. أما مع النوادي، فقد لعب مع Waterside Karori ‏.